# Ekkehart Rotter
Ekkehart Rotter (* 14. Mai 1948 in Mondfeld bei Wertheim) ist ein deutscher Historiker, der einerseits über die Kenntnis der Araber, des Islam und der Topographie des Heiligen Landes im mittelalterlichen Europa gearbeitet und andererseits Quellen zum mittelalterlichen Königs- und Hofgericht durch Regesten erschlossen hat.

## Biografie
Rotter wuchs als jüngerer Bruder von Gernot Rotter in Gemünden am Main auf und besuchte in Lohr am Main das Humanistische Gymnasium bis zur 11. Klasse. Danach absolvierte er eine Ausbildung zum Großhandelskaufmann, legte am Hessenkolleg in Frankfurt am Main sein Abitur ab und studierte anschließend Alte und Mittelalterliche Geschichte, Germanistik, Orientalistik (Islamwissenschaften) und Völkerkunde an den Universitäten Frankfurt am Main und Tübingen. 1979 wurde er mit einer Dissertation über die Darstellung der Muslime im frühmittelalterlichen Lateineuropa bei Joachim Ehlers in Frankfurt am Main promoviert.
Von 1979 bis 1980 arbeitete er für die Römisch-Germanische Kommission in Frankfurt am Main. Von 1980 bis 1982 war er in der Handschriftenabteilung der Stadt- und Universitätsbibliothek Frankfurt am Main mit der Erschließung der ehemaligen Mainzer Kartäuserbibliothek beschäftigt. Von 1983 bis 2013 arbeitete er bei Bernhard Diestelkamp für die Akademie der Wissenschaften und der Literatur Mainz an der Erstellung der Urkundenregesten des deutschen Königs- und Hofgerichts. Von 1987 bis 1998 nahm er einen Lehrauftrag am Historischen Seminar der Universität in Frankfurt am Main wahr. 
Neben seiner wissenschaftlichen Arbeit hat er mehrere Reiseführer über süd- und mittelitalienische Regionen geschrieben.

## Veröffentlichungen (Auswahl)
Monografien
- Abendland und Sarazenen. Das okzidentale Araberbild und seine Entstehung im Frühmittelalter. De Gruyter, Berlin 1986, ISBN 3-11-009880-6.
- Friedrich II. von Hohenstaufen. dtv, München 2000.

Aufsatz
- Windrose statt Landkarte. Die geografische Systematisierung des Heiligen Landes und ihre Visualisierung durch Burchardus de Monte Sion um 1285. In: Deutsches Archiv für Erforschung des Mittelalters 69, 2013, S. 45–106 (Digitalisat bei DigiZeitschriften).

Editionen
- mit Bernd Schneidmüller: Widukind von Corvey. Res gestae Saxonicae – Die Sachsengeschichte. Lateinisch/Deutsch (= Reclams Universal-Bibliothek. Bd. 7699). Stuttgart 1981, ISBN 3-15-007699-4.[2]
- Urkundenregesten zur Tätigkeit des deutschen Königs- und Hofgerichts bis 1451. Hrsg. von Bernhard Diestelkamp, Böhlau, Köln, Weimar, Wien.
  - Bd. 1: Die Zeit von Konrad I. bis Heinrich VI. 911–1197. 1988.
  - Bd. 2: Die Zeit von Philipp von Schwaben bis Richard von Cornwall 1198–1272. 1994.
  - Bd. 11: Die Zeit Wenzels 1376–1387. 2001.
  - Bd. 9: Die Zeit Karls IV. 1365–1371. 2003.
  - Bd. 12: Die Zeit Wenzels 1388–1392. 2008.
  - Bd. 10: Die Zeit Karls IV. 1372–1378. 2014.

Reiseführer
- Umbrien. Edition Erde im BW-Verlag, Nürnberg 1994.
- mit Roger Willemsen: Abruzzen, Molise. Romanische Abteien, trutzige Kastelle und Barockkirchen zwischen Hochgebirge und Adriaküste. DuMont, Köln 1998; 2. aktualisierte Auflage, DuMont Reiseverlag, Ostfildern 2006.
- Apulien. Byzantinische Grottenkirchen, normannische Kathedralen, staufische Kastelle, Lecceser Barock. DuMont, Köln 2000; 6. aktualisierte Auflage, DuMont Reiseverlag, Ostfildern 2012.
- Kalabrien & Basilikata. Hauptorte der Magna Graecia, byzantinische und normannisch-staufische Architektur, die Höhlenstadt Matera. DuMont, Köln 2002.